# Ditón
Ditón je označení hudebního intervalu v pythagorejském ladění skládajícího se ze dvou celých tónů.
Ditón má podíl frekvencí 81:64 a je také známý jako Pythagorejská tercie. Zní dosti disonantně, protože je o syntonické koma větší než čistá velká tercie.
Pythagorejská tercie:
{\displaystyle \left({\frac {9}{8}}\right)^{2}={\frac {81}{64}}\approx 407{,}82\;\mathrm {centu} }